# Censo de Harran
El Censo de Harran es un grupo de  tablillas de barro de la Edad del Hierro en Siria, en las que se enumeran las fincas rurales y sus pueblos dependientes, fechadas en el reinado de Sargón II. 
Encontrado en Nínive, el  censo describe en realidad la zona de Harran. El censo muestra que la población de las fincas y las ciudades cercanas era predominantemente semítica occidental, y tenía una densidad media de 5 personas por hogar. El censo también proporciona el nombre de muchas ciudades más pequeñas y de los principales residentes de la época, y aporta pruebas de que en la región de Harran se cultivaba trigo, cebada así como vid, en aquella época.